# Дахир
Дахи́р (дарижа ضاهير, араб. ظهير‎ захи́р) — декрет (указ) короля Марокко.
В марокканском праве обозначает утверждение королевской печатью законов, принятых парламентом королевства. Большинство дахиров подписываются главой правительства (ст. 42 конституции). Король обязан обнародовать законы дахирами в течение тридцати дней с момента их получения из правительства и ещё один месяц после подписания дахира выделяется на публикацию закона в Официальном бюллетене (ст. 50).
Дахирами вводится чрезвычайное положение (ст. 74), распускаются палаты парламента (ст. 51, 96), вносятся предложения и проекты пересмотра конституции (гл. 13).
Дахирами называются также королевские декреты о назначении на высшие государственные должности, например, судей Верховного суда (ст. 57), председателя и шести из двенадцати судей Конституционного суда (ст. 130).